# Sohail Khan
Sohail Salim Abdul Rashid Khan (Mumbai, 20 dicembre 1970) è un attore, regista, produttore cinematografico e sceneggiatore indiano.
È figlio di Salim Khan e fratello degli attori Salman Khan e Arbaaz Khan.

## Filmografia parziale

### Attore
- Maine Dil Tujhko diya, regia di Sohail Khan (2002)
- Darna Mana Hai, regia di Prawaal Raman (2003)
- Maine Pyaar Kyun Kiya?, regia di David Dhawan (2005)
- Fight Club - Members Only, regia di Vikram Chopra (2006)
- Aryan - Unbreakable, regia di Abhishek Kapoor (2006)
- Family, regia di Rajkumar Santoshi (2006)
- Salaam-e-Ishq: A Tribute To Love (Salaam-E-Ishq), regia di Nikkhil Advani (2007)
- Jaane Tu Ya Jaane Na, regia di Abbas Tyrewala (2008)
- God Tussi Great Ho, regia di Rumi Jaffrey (2008)
- Hello, regia di Atul Agnihotri (2008)
- Heroes, regia di Samir Karnik (2008)
- Kissan, regia di Puneet Sira (2009)
- Main Aurr Mrs Khanna, regia di Prem Soni (2009)
- Do Knot Disturb, regia di David Dhawan (2009)
- Veer, regia di Anil Sharma (2010)
- Tubelight, regia di Kabir Khan (2017)
- Loveyatri, regia di Abhiraj Minawala (2018)
- Dabangg 3, regia di Prabhu Deva (2019)

### Produttore
- Pyaar Kiya To Darna Kya (1998)
- Hello Brother (1999)
- Maine Dil Tujhko Diya (2002)
- I Proud to Be an Indian (2004)
- Lucky: No Time for Love (2005)
- Maine Pyaar Kyun Kiya? (2005)
- Fight Club - Members Only (2006)
- Partner (2007)
- God Tussi Great Ho (2008)
- Main Aurr Mrs Khanna (2009)
- Kissan (2009)
- Ready (2011)
- Jai Ho (2014)
- Freaky Ali (2016)
- Radhe (2020)

### Sceneggiatore
- Pyaar Kiya To Darna Kya (1998)
- Hello Brother (1999)
- Fight Club - Members Only (2006)
- Kissan (2009)

### Regista
- Auzaar (1997)
- Pyaar Kiya To Darna Kya (1998)
- Hello Brother (1999)
- Maine Dil Tujhko Diya (2002)
- Jai Ho (2014)
- Freaky Ali (2016)